# سنجاب أرضي إفريقي
السنجاب الأرضي الإفريقي أو الصَبَرَة، يسمى خطأً جُلْهُم (Xerus) (بالإنجليزية:  African ground squirrels)‏، هو سنجاب أرضي يوجد في أفريقيا فقط وهو صغير ذو شعر قاس وشائك.

## الأنواع
من أنواعه:
- سنجاب شائك
- سنجاب أرضي مخطط

## الملاحظات
1. ↑  الجلهم في الحقيقة هو ما يسمى أيضًا سنجاب النخيل، وهو سنجاب يستوطن الهند، أتت كلمة جلهم من الفارسية "کلهری"، الكلمة الأخيرة لعلها أتت من الهندية गिलहरी (تنقحر إلى گِلَهْري) التي تعني "سنجاب". 

المصدر: الألفاظ الفارسية المعربة.